# Autódromo José Muñiz

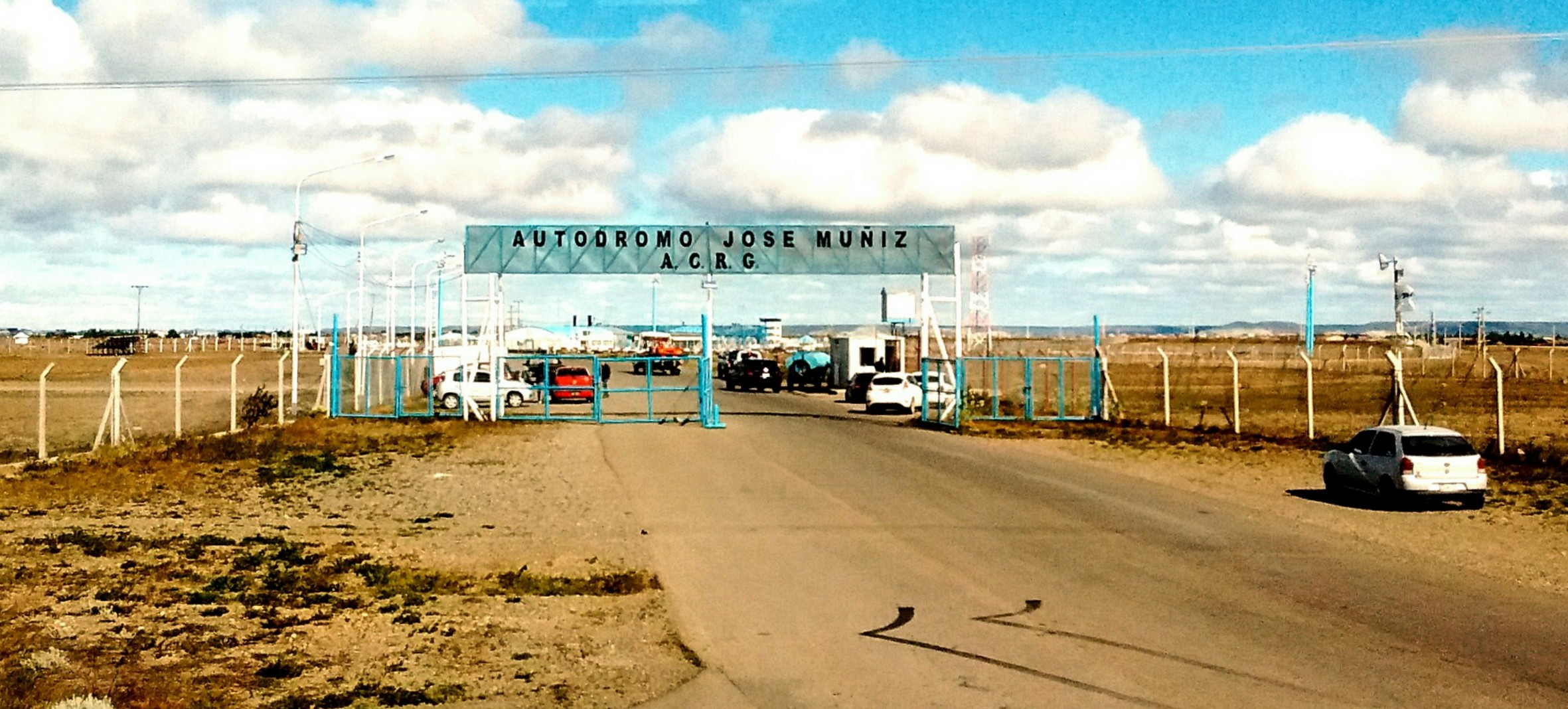
Ingreso al autódromo

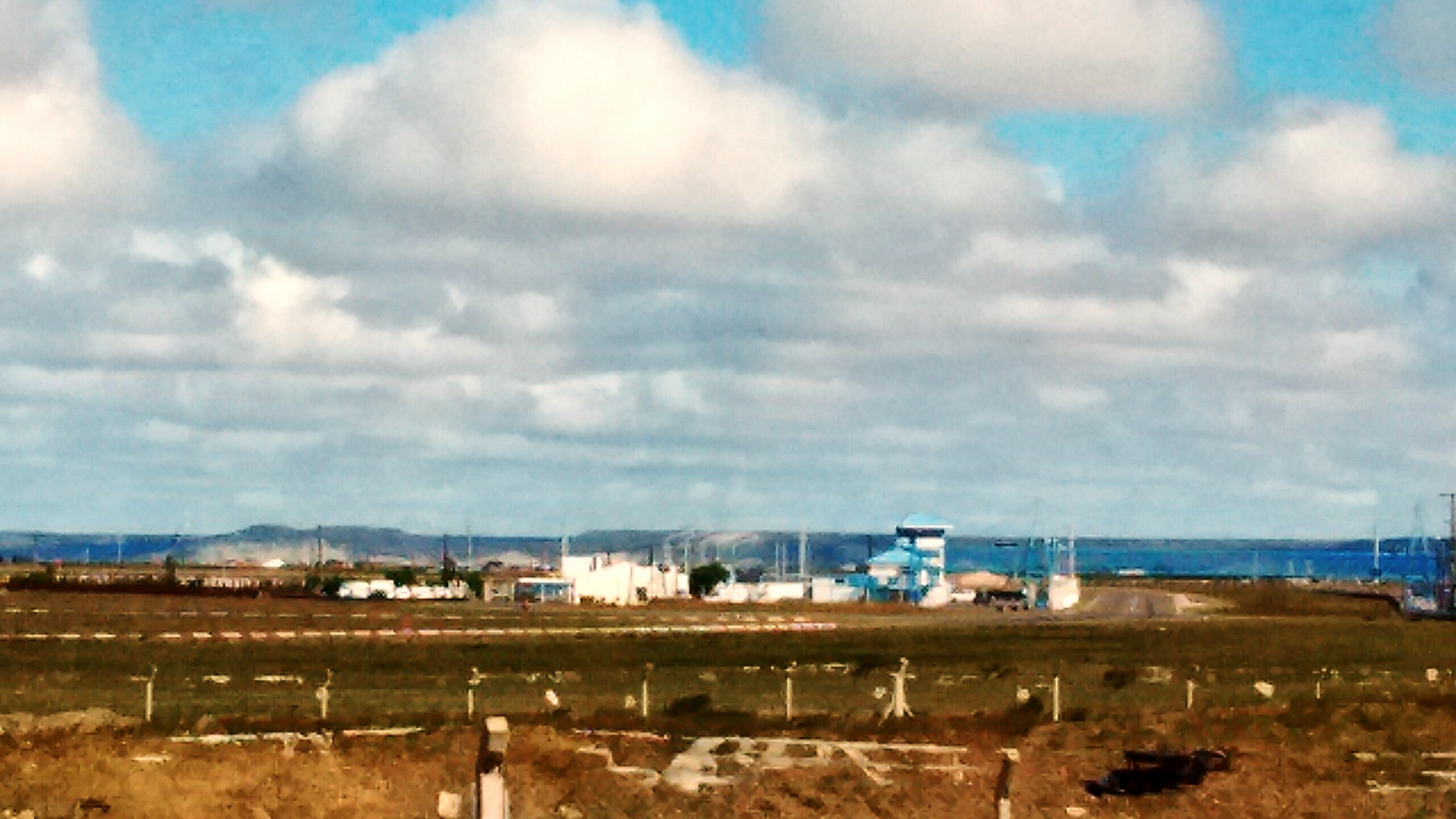
Vista general del predio

El Autódromo José Muñiz, es un circuito de carreras para competiciones de deporte motor, ubicado en las afueras de la ciudad de Río Gallegos, Provincia de Santa Cruz. En este escenario se presentaban los campeonatos de Turismo Carretera y el TC Pista. La única competencia nacional que se disputa en el circuito en la actualidad es el Turismo Nacional. 